# 伊勢崎町
伊勢崎町（いせさきまち）は、群馬県佐波郡に存在した町。現在の伊勢崎市市中央部に位置する。旧佐位郡。町役場は伊勢崎市役所として使われていたが、その後今泉町二丁目の庁舎に移転し、現在も使われている。
旧・伊勢崎市（1940年〜2005年）は1940年に伊勢崎町と殖蓮村、茂呂村の合併によって新設された自治体で、旧・伊勢崎町とは別の自治体である。

## 地理

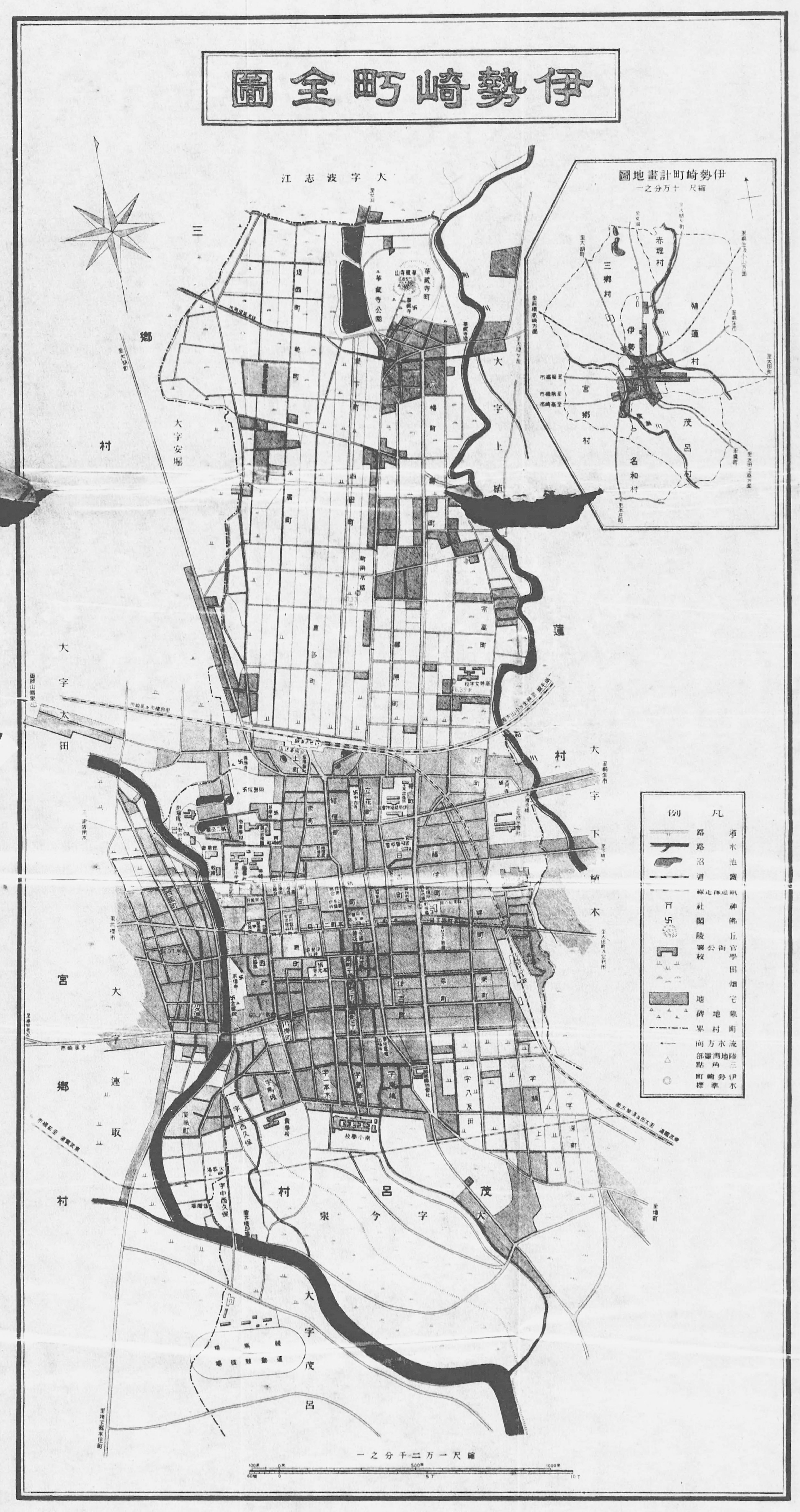
『群馬県佐波郡伊勢崎町勢要覧』（1934年発行）より「伊勢崎町全図」

### 隣接していた自治体
- 群馬県
  - 佐波郡茂呂村、殖蓮村、宮郷村、三郷村

## 歴史
- 戦国時代頃は「赤石（あかいし）」と呼ばれていた。
- 1581年（天正9年） - 由良成繁が赤石城を攻め落とす。
- 1889年（明治22年）
  - 4月1日 - 町村制施行により、佐位郡伊勢崎町が単独町制施行し佐位郡伊勢崎町成立。
  - 11月20日 - 両毛鉄道（現両毛線）の桐生 - 前橋間が開通。伊勢崎駅開設。
- 1896年（明治29年）4月1日 : 佐位郡・那波郡が合併し、佐波郡が発足。
- 1910年（明治43年）
  - 3月27日 - 東武伊勢崎線の太田 - 新伊勢崎間が開通。新伊勢崎駅開設。
  - 7月13日 - 東武伊勢崎線が伊勢崎駅まで延伸。
- 1940年（昭和15年）
  - 9月13日 - 殖蓮村、茂呂村と合併、市制施行し伊勢崎市となる。

## 地域

### 町内の通称町名

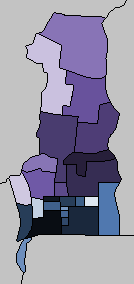

旧・伊勢崎町には当初から大字が存在せず、正式な住所としては49の小字を用いていた。しかし規模が地域の実情に合っていなかったため、行政区としては通称町名を用いていた。これらの通称町名は伊勢崎市成立後に成立した柳原町を除いてすべてそのまま使用されていたが、のちの中心市街地における住居表示の施行により、JR両毛線以北の地域(現在の北第二小学校の校区)を除いて現存しない。
- 広瀬町（明治9年（1876年））
- 川久保町（明治9年（1876年）川久保から改称。）
- 西町
- 川岸町
- 裏町
- 栄町（大正3年、旧伊勢崎城内の区域から成立。）
- 泉町（大正15年（1926年）袋町から改称。）
- 新町（明治16年（1881年）相生町を編入。昭和42年（1967年）住居表示実施に伴い消滅。）
- 日吉町（明治9年（1876年）八軒町と片町の各全域から成立。大正5年（1916年）八片町から改称し。）
- 本町一丁目（明治16年（1881年）本町の一部から成立。）
- 本町二丁目（明治16年（1881年）本町の一部から成立。）
- 本町三丁目（明治16年（1881年）本町の一部から成立。）
- 本町四丁目（明治43年（1910年）鍛冶塚の一部から成立。）
- 錦町（大正15年（1926年）鍛冶塚から改称。）
- 住吉町（大正15年（1926年）南町一丁目の一部から成立。）
- 南町一丁目（明治9年（1876年に釘打郭から改称した本町南が分割される形で成立。）
- 南町二丁目（明治9年（1876年に釘打郭から改称した本町南が分割される形で成立。）
- 南町三丁目（明治9年（1876年に釘打郭から改称した本町南が分割される形で成立。）
- 立花町（大正5年（1916年）同心町から改称。）
- 紺屋町
- 西久保（明治9年に川久保の一部から成立。）
- 宗高
- 寿町
- 華蔵寺
- 末広町（大正13年（1924年）諏訪から改称。）

### 教育
- 佐波郡伊勢崎尋常小学校（現・伊勢崎市立北小学校、栄町に所在していた）
- 伊勢崎町立商業学校（現・群馬県立伊勢崎商業高等学校、栄町に所在していた）
- 群馬県立伊勢崎工業学校（現・群馬県立伊勢崎工業高等学校、錦町に所在していた）
- 群馬県立伊勢崎高等女学校（現・群馬県立伊勢崎女子高等学校、宗高に所在していた）

## 交通

### 鉄道路線
- 東武伊勢崎線
  - 新伊勢崎駅
  - 伊勢崎駅
- 日本国有鉄道両毛線
  - 伊勢崎駅